# Discurso da Cruz de Ouro
O Discurso da Cruz de Ouro foi proferido por William Jennings Bryan, ex-representante de Nebraska, durante a Convenção Nacional Democrata de 1896 [en], realizada em Chicago em 9 de julho de 1896. Em sua fala, Bryan defendeu o "prata livre [en]" (isto é, o bimetalismo), que, segundo ele, traria prosperidade ao país. Ele criticou o padrão-ouro, concluindo o discurso com a célebre frase: "Vocês não crucificarão a humanidade numa cruz de ouro". O discurso impulsionou Bryan à indicação presidencial do Partido Democrata e é considerado um dos mais notáveis da história política americana.
Por duas décadas, os americanos estavam profundamente divididos sobre o sistema monetário do país. O padrão-ouro, adotado de fato desde 1873, restringia a oferta de moeda, mas facilitava o comércio com nações como o Reino Unido, cuja moeda também era baseada no ouro. Contudo, muitos acreditavam que o bimetalismo (tornando ouro e prata moeda de curso forçado) era essencial para a saúde econômica nacional. O Pânico de 1893 intensificou os debates, e quando o presidente Grover Cleveland (democrata) manteve o apoio ao padrão-ouro contra a vontade de grande parte de seu partido, ativistas decidiram assumir o controle da organização partidária e indicar um candidato favorável ao prata em 1896.
Bryan era um candidato azarão com pouco apoio na convenção. Seu discurso, pronunciado ao fim do debate sobre a plataforma partidária, eletrizou os presentes e é amplamente creditado por garantir-lhe a indicação presidencial. Apesar disso, ele perdeu a eleição geral para William McKinley, e os Estados Unidos adotaram formalmente o padrão-ouro em 1900.

## Contexto

### Padrões monetários e os Estados Unidos
Em janeiro de 1791, a pedido do Congresso, o Secretário do Tesouro, Alexander Hamilton, apresentou um relatório sobre a moeda. Na época, não havia uma casa da moeda nos Estados Unidos, e moedas estrangeiras eram usadas. Hamilton propôs um sistema monetário baseado no bimetalismo, no qual a nova moeda equivaleria a uma quantidade fixa de ouro ou a uma quantidade maior de prata; naquela época, um peso determinado de ouro valia cerca de 15 vezes mais que o mesmo peso em prata. Embora reconhecesse que ajustes poderiam ser necessários devido às flutuações nos preços dos metais preciosos, Hamilton acreditava que definir o valor da moeda por apenas um dos metais relegaria o outro a mera mercadoria, inutilizável como reserva de valor. Ele também sugeriu a criação de uma casa da moeda, onde cidadãos poderiam entregar ouro ou prata e recebê-los de volta em forma de moeda cunhada. Em 2 de abril de 1792, o Congresso aprovou a Lei da Moeda de 1792 [en]. Essa legislação definiu uma unidade de valor para a nova nação, chamada dólar, equivalente a 24,75 grãos (1.604 g) de ouro ou, alternativamente, 371,25 grãos (24.057 g) de prata, estabelecendo uma proporção de 15:1 entre ouro e prata. A lei também criou a Casa da Moeda dos Estados Unidos.
No início do século XIX, as perturbações econômicas das Guerras Napoleônicas fizeram com que as moedas de ouro americanas valessem mais como lingote do que como dinheiro, levando ao seu desaparecimento da circulação. A resposta do governo a essa escassez foi limitada pela falta de compreensão clara do problema. Em 1830, o Secretário do Tesouro Samuel D. Ingham propôs ajustar a proporção entre ouro e prata para 15,8:1, alinhada ao padrão europeu da época. Somente em 1834 o Congresso agiu, alterando a proporção para 16,002:1, próxima o suficiente do valor de mercado para desestimular a exportação de moedas de ouro ou prata. Quando os preços da prata subiram em relação ao ouro devido à Corrida do Ouro na Califórnia, as moedas de prata passaram a valer mais que seu valor nominal, sendo rapidamente enviadas ao exterior para fundição. Apesar da oposição liderada pelo representante de Tennessee (e futuro presidente) Andrew Johnson, o conteúdo de metal precioso nas moedas menores de prata foi reduzido em 1853. Com a prata subvalorizada na Casa da Moeda, pouco metal era apresentado para cunhagem.
A Lei da Moeda de 1873 eliminou o dólar de prata padrão e revogou as disposições que permitiam a entrega de lingotes de prata à Casa da Moeda para conversão em moeda circulante, encerrando o bimetalismo. Durante o caos econômico do Pânico de 1873, o preço da prata caiu drasticamente, mas a Casa da Moeda não aceitava prata para cunhagem em moeda de curso legal. Produtores de prata protestaram, e muitos americanos passaram a crer que apenas o bimetalismo poderia garantir a prosperidade nacional. Eles exigiam o retorno às leis anteriores a 1873, obrigando a Casa da Moeda a aceitar toda a prata oferecida e devolvê-la em dólares de prata. Isso inflaria a oferta monetária e, segundo seus defensores, aumentaria a prosperidade. Críticos argumentavam que a inflação resultante prejudicaria os trabalhadores, cujos salários não acompanhariam os preços, e que a Lei de Gresham expulsaria o ouro de circulação, colocando os Estados Unidos efetivamente num padrão-prata.

### Primeiras tentativas pelo prata livre

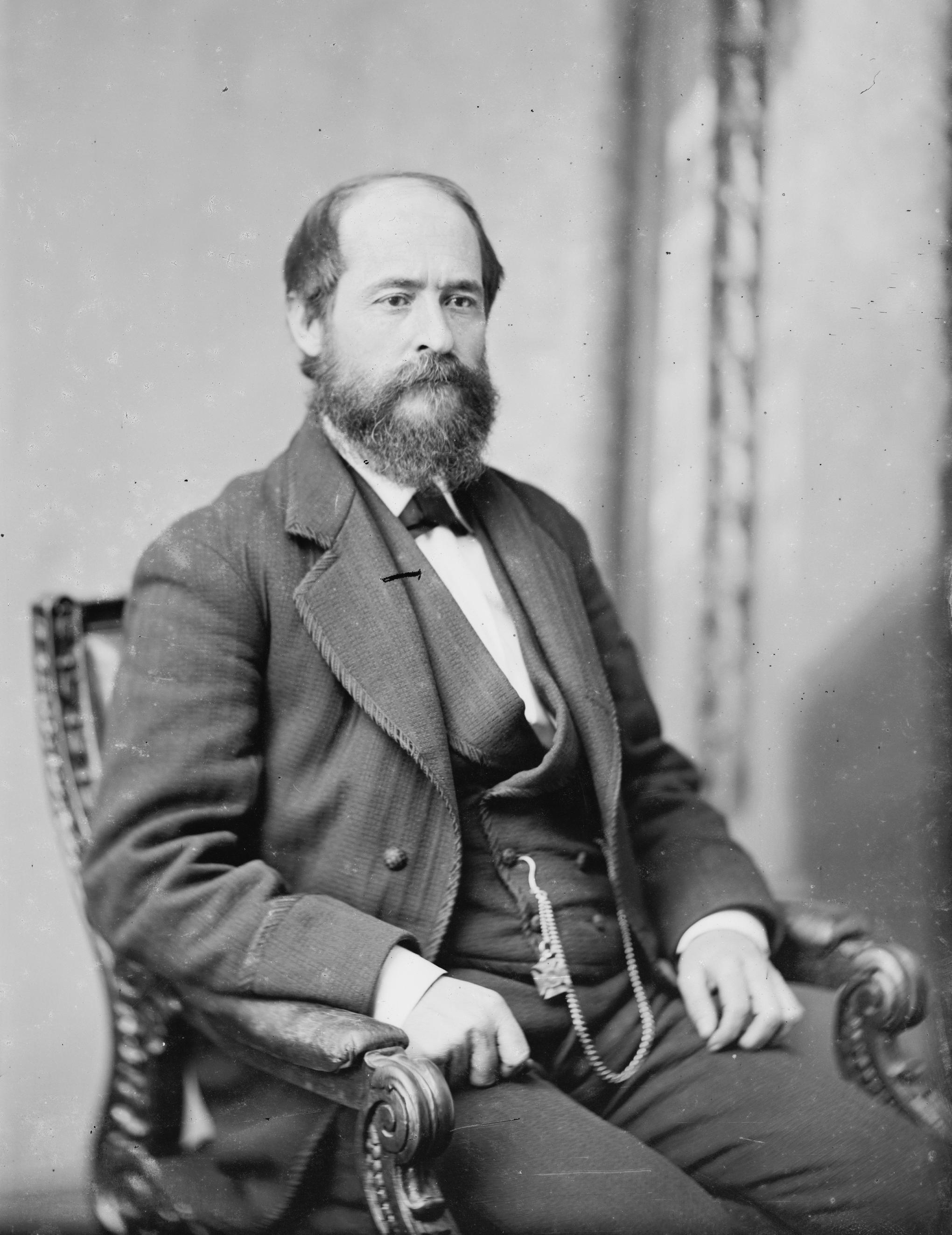
Representante Richard P. Bland.

Para os defensores do chamado "prata livre", a Lei de 1873 ficou conhecida como o "Crime de 73". Forças pró-prata, lideradas por figuras como o representante de Missouri Richard P. Bland [en], buscaram aprovar leis permitindo que depositantes de lingotes de prata os recebessem de volta como moedas. Projetos patrocinados por Bland foram aprovados na Câmara dos Representantes em 1876 e 1877, mas rejeitados no Senado. Uma terceira tentativa, em 1878, passou na Câmara e, após emendas no Senado, foi aprovada por ambas as casas. O projeto, modificado por emendas do senador de Iowa William B. Allison, não reverteu as disposições de 1873, mas obrigou o Tesouro a comprar no mínimo 2 milhões de dólares em lingotes de prata por mês. O lucro, ou senhoriagem, da monetização da prata seria usado para adquirir mais lingotes. A prata seria cunhada em moedas de um dólar [en] para circulação ou armazenada como lastro para certificados de prata [en]. A Lei Bland-Allison [en] foi vetada pelo presidente Rutherford B. Hayes, mas o Congresso superou o veto em 28 de fevereiro de 1878.
A implementação da Lei Bland-Allison não silenciou os clamores pelo prata livre. Na década de 1880, os preços de grãos e outras commodities agrícolas caíram drasticamente. Defensores do prata atribuíam essa queda à falha do governo em expandir adequadamente a oferta monetária, que permanecia estável per capita. Já os partidários do padrão-ouro creditavam o declínio a avanços na produção e no transporte. No final do século XIX, visões econômicas divergentes emergiram, com a ortodoxia do laissez-faire sendo desafiada por jovens economistas, e ambos os lados encontravam amplo suporte teórico.
Em 1890, a Lei de Compra de Prata Sherman [en] aumentou significativamente as aquisições governamentais de prata. O governo prometeu respaldar os dólares de prata e as notas do Tesouro [en] emitidas sob a lei com ouro. Nos três anos seguintes, as reservas de ouro do governo diminuíram. Embora o Pânico de 1893 tivesse várias causas, o presidente Grover Cleveland via a inflação gerada pela lei de Sherman como um fator principal e convocou uma sessão especial do Congresso para revogá-la. O Congresso o fez, mas os debates revelaram divisões profundas em ambos os partidos entre facções pró-prata e pró-ouro. Cleveland tentou reabastecer o Tesouro emitindo títulos compráveis apenas com ouro, com pouco sucesso, além de aumentar a dívida pública, pois o ouro continuava sendo retirado em troca de papel-moeda e prata. Muitos viam os títulos como um benefício aos banqueiros, não à nação. Os banqueiros, como credores, preferiam o padrão-ouro deflacionário, enquanto os devedores favoreciam uma moeda inflacionada para quitar dívidas.
Os efeitos da depressão econômica iniciada em 1893, que se estendeu até 1896, arruinaram muitos americanos. Estimativas da época indicavam uma taxa de desemprego de até 25%. A tarefa de socorrer os desempregados recaiu sobre igrejas, outras instituições de caridade e sindicatos. Fazendeiros faliram, e suas fazendas foram vendidas para pagar dívidas. Alguns dos empobrecidos morreram de doenças ou fome; outros cometeram suicídio.

### Bryan busca a indicação
Entre os que se opuseram à revogação da Lei de Compra de Prata Sherman estava o representante de Nebraska, William Jennings Bryan. Já conhecido como orador na época ("o Orador Menino do Platte"), Bryan nem sempre defendera o prata livre por convicção. Em 1892, ele declarou apoiá-lo porque o povo de Nebraska o favorecia. Em 1893, suas opiniões sobre o prata evoluíram, e na Câmara dos Representantes ele proferiu um discurso de três horas contra a revogação da Lei de Compra de Prata, cativando os presentes. Em sua conclusão, Bryan recorreu à história:
Quando uma crise como a atual surgiu e o banco nacional de sua época tentou controlar a política da nação, Deus levantou um Andrew Jackson, que teve a coragem de enfrentar esse grande inimigo e, ao derrubá-lo, tornou-se o ídolo do povo e restaurou a confiança pública no Partido Democrata. Qual será a decisão hoje? O Partido Democrata alcançou o maior sucesso de sua história. De pé neste cume coroado pela vitória, voltará seu rosto para o sol nascente ou para o sol poente? Escolherá bênçãos ou maldições — vida ou morte — qual? Qual?
Apesar da revogação da lei, as condições econômicas não melhoraram. Em 1894, houve significativa agitação trabalhista. O presidente Cleveland enviou tropas federais a Illinois para encerrar a Greve Pullman [en] — os trabalhadores da Pullman Company [en], fabricante de vagões ferroviários, entraram em greve após cortes salariais. Em solidariedade, funcionários ferroviários recusaram-se a manusear os vagões Pullman, ameaçando paralisar as linhas férreas do país. A intervenção do presidente foi contestada pelo governador democrata de Illinois, John Altgeld [en]. Indignado com as ações de Cleveland na disputa trabalhista e com sua postura inflexível contra o prata, Altgeld começou a organizar os democratas contra a renomeação de Cleveland em 1896. Embora ele e seus seguidores pedissem aos eleitores que distinguissem Cleveland do partido, os democratas perderam 113 cadeiras na Câmara nas eleições de meio de mandato de 1894, a maior derrota de um partido majoritário na história congressional. Os republicanos assumiram o controle da Câmara e do Senado, que até 1913 era eleito pelas legislaturas estaduais, não pelo voto popular. Entre os derrotados para o Senado estava Bryan, em Nebraska.
Bryan planejava há tempos concorrer à presidência. Embora tivesse apenas 36 anos em 1896 — um ano acima do mínimo constitucional —, ele acreditava que a questão do prata poderia levá-lo não só à indicação, mas à Casa Branca. Ele viajou extensivamente, discursando para públicos por todo o país. Seus discursos impressionaram muitos; até alguns adversários admitiram depois que Bryan era o orador mais envolvente que já ouviram. Suas fal -palavras evoluíram com o tempo; em dezembro de 1894, em um discurso no Congresso, ele usou pela primeira vez uma frase que se tornaria a conclusão de seu discurso mais famoso: originalmente, "Não ajudarei a crucificar a humanidade numa cruz de ouro".
Há um mito de que Bryan era desconhecido antes de 1896. Isso não é verdade; ele já era reconhecido como orador nas questões de tarifas e prata. Albert Shaw [en], editor da The Review of Reviews, afirmou que, após a indicação de Bryan, muitos no Leste professaram não conhecê-lo, mas: "Se, de fato, não tinham ouvido falar de Bryan antes, não acompanharam de perto o curso da política americana nos últimos oito anos. Como membro democrata do Comitê de Meios e Recursos por dois Congressos, Bryan foi, sem dúvida, o orador mais hábil e forte do lado democrata da Câmara. Sua subsequente campanha para o Senado em Nebraska foi notável e destacada por muitos motivos".
Após as eleições de 1894, as forças pró-prata, lideradas por Altgeld e outros, iniciaram uma tentativa de assumir o controle da máquina do Partido Democrata. O historiador Stanley Jones, em seu estudo da eleição de 1896, sugere que os democratas ocidentais teriam se oposto a Cleveland mesmo se o partido tivesse mantido sua maioria no Congresso em 1894; com a derrota devastadora, acreditavam que o partido seria dizimado no Oeste se não apoiasse o prata. O biógrafo de Bryan, Paulo E. Coletta, escreveu: "durante este ano [julho de 1894 – junho de 1895] de calamidades, desintegração e revolução, cada crise ajudou Bryan porque causou divisão em seu partido e permitiu-lhe disputar seu domínio enquanto escapava das mãos de Cleveland".
No início de 1896, com a economia ainda em crise, havia amplo descontentamento com os dois principais partidos políticos. Alguns, em sua maioria democratas, juntaram-se ao radical Partido Popular. Muitos republicanos nos estados ocidentais, frustrados com a forte lealdade dos republicanos do Leste ao padrão-ouro, consideraram formar seu próprio partido. Quando os republicanos, em junho de 1896, indicaram o ex-governador de Ohio, William McKinley, para presidente e aprovaram, a seu pedido, uma plataforma fortemente favorável ao "dinheiro sólido" (o padrão-ouro, salvo modificação por acordo internacional), vários "Republicanos do Prata" abandonaram a convenção. O líder dos dissidentes foi o senador de Colorado, Henry M. Teller [en], imediatamente cogitado como possível candidato à indicação democrata.
Bryan acreditava que, se indicado, poderia unir os descontentes em uma forte campanha pelo prata. Parte de sua estratégia, porém, era manter-se discreto até o último momento na convenção. Ele enviou cartas aos delegados da convenção nacional, pedindo apoio ao prata e incluindo fotos, escritos e discursos seus. Jones observa que, embora os compromissos de Bryan não fossem considerados políticos pelos padrões de 1896, por medidas modernas ele foi muito mais ativo na busca pela indicação do que muitos candidatos mais conhecidos.

O historiador James A. Barnes, em um artigo de revista histórica destacando mitos sobre a candidatura e campanha de Bryan, afirmou que os esforços de Bryan deram frutos antes mesmo da convenção:
Em abril de 1896, muitas pessoas trabalhavam discretamente pela indicação de Bryan. Circulares eram distribuídos em Illinois, e admiradores em Nebraska, Carolina do Norte, Mississippi, Louisiana, Texas, Arkansas e outros estados incentivavam sua escolha entre amigos. Não era em ações abertas ou concertadas, porém, que Bryan tinha sua força; era na predisposição amigável da massa de delegados que ele depositava suas esperanças.

### Seleção de delegados
A Convenção Nacional Democrata de 1896 seguiu eventos únicos na história americana pós-Guerra Civil. Uma após outra, convenções estaduais para eleger delegados à convenção nacional em Chicago rejeitaram um presidente eleito em exercício de seu partido, que não declarara se buscaria a renomeação. Segundo Barnes:
O povo do Sul e do Oeste estava convencido, há anos, da enormidade do "crime de 1873", e há muito considerava o prata como a espada que cortaria o nó górdio do privilégio. A consciência de queixas de anos, e não de meses, refletiu-se na ação decisiva das convenções estaduais democratas na primavera e início do verão de 1896.
Muitas convenções estaduais elegeram delegados comprometidos em apoiar o bimetalismo na plataforma partidária. Os Democratas do Ouro [en] tiveram sucesso em alguns estados do Nordeste, mas pouca sorte em outras regiões. Oradores em alguns estados amaldiçoaram Cleveland; a convenção da Carolina do Sul o denunciou. Cleveland emitiu uma declaração pedindo aos eleitores democratas que apoiassem o ouro — a próxima convenção, em Illinois, apoiou unanimemente o prata; o orador principal pediu perdão divino pela indicação de Cleveland em 1892. Facções pró-ouro e pró-prata em alguns estados, como Nebraska de Bryan, enviaram delegações rivais à convenção.

## Convenção de 1896

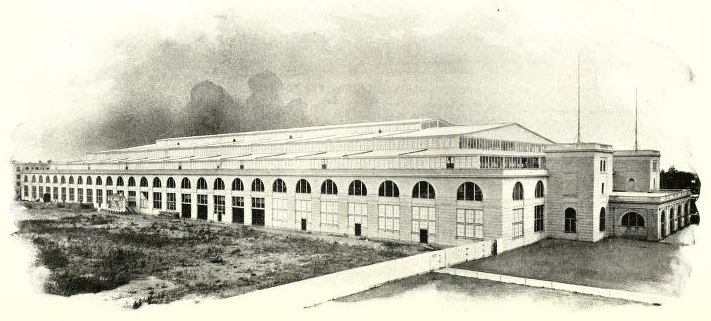
O Chicago Coliseum.

A convenção democrata de 1896 começou no Chicago Coliseum em 7 de julho de 1896. Muita atividade ocorreu antes da abertura formal, enquanto as forças pró-prata e as (amplamente superadas) pró-ouro preparavam suas estratégias. As forças pró-prata contavam com o apoio do Comitê Nacional Bimetálico Democrata, grupo guarda-chuva formado em 1895 para respaldar os democratas pró-prata em sua insurgência contra Cleveland. Os Democratas do Ouro buscavam liderança no presidente, mas Cleveland, confiando em poucos de seu partido, não se envolveu mais nos esforços pró-ouro, passando a semana da convenção pescando na costa de Nova Jersey.
O Comitê Bimetálico planejou cuidadosamente assumir o controle de todos os aspectos da convenção, eliminando qualquer ameaça de que a minoria pró-ouro tomasse o poder. Não fez segredo dessas preparações. Essa tomada de controle foi considerada muito mais importante do que a escolha do candidato presidencial, e o comitê decidiu não tomar posição sobre quem deveria vencer a disputa pela indicação, raciocinando que o vencedor, fosse quem fosse, seria um homem do prata. Bem cientes das forças esmagadoras contra eles, muitos delegados pró-ouro estavam inclinados a ceder na batalha pela plataforma.
Bryan chegou discretamente e hospedou-se em um hotel modesto; o nebraskano calculou depois que gastou menos de 100 dólares em Chicago. Ele chegou convencido de que ganharia a indicação. Já havia começado a trabalhar em um discurso. Na noite de 5 de julho, Bryan recebeu a visita de uma delegação de coloradenses, buscando seu apoio ao senador Teller. Eles se retiraram apologeticamente, sem saber que Bryan buscava a indicação.

### Candidatos à indicação
Apesar do desejo dos delegados pró-prata de indicar um candidato que compartilhasse suas convicções, e embora vários estados tivessem instruído seus delegados a votar em candidatos específicos, não havia um favorito claro para a indicação ao início da convenção. Com a necessidade de dois terços dos votos dos delegados para a nomeação, quase todos os delegados pró-prata teriam que apoiar o mesmo candidato para garantir o sucesso, embora qualquer apoio organizado dos delegados pró-ouro pudesse prejudicar gravemente as chances de um candidato pró-prata.

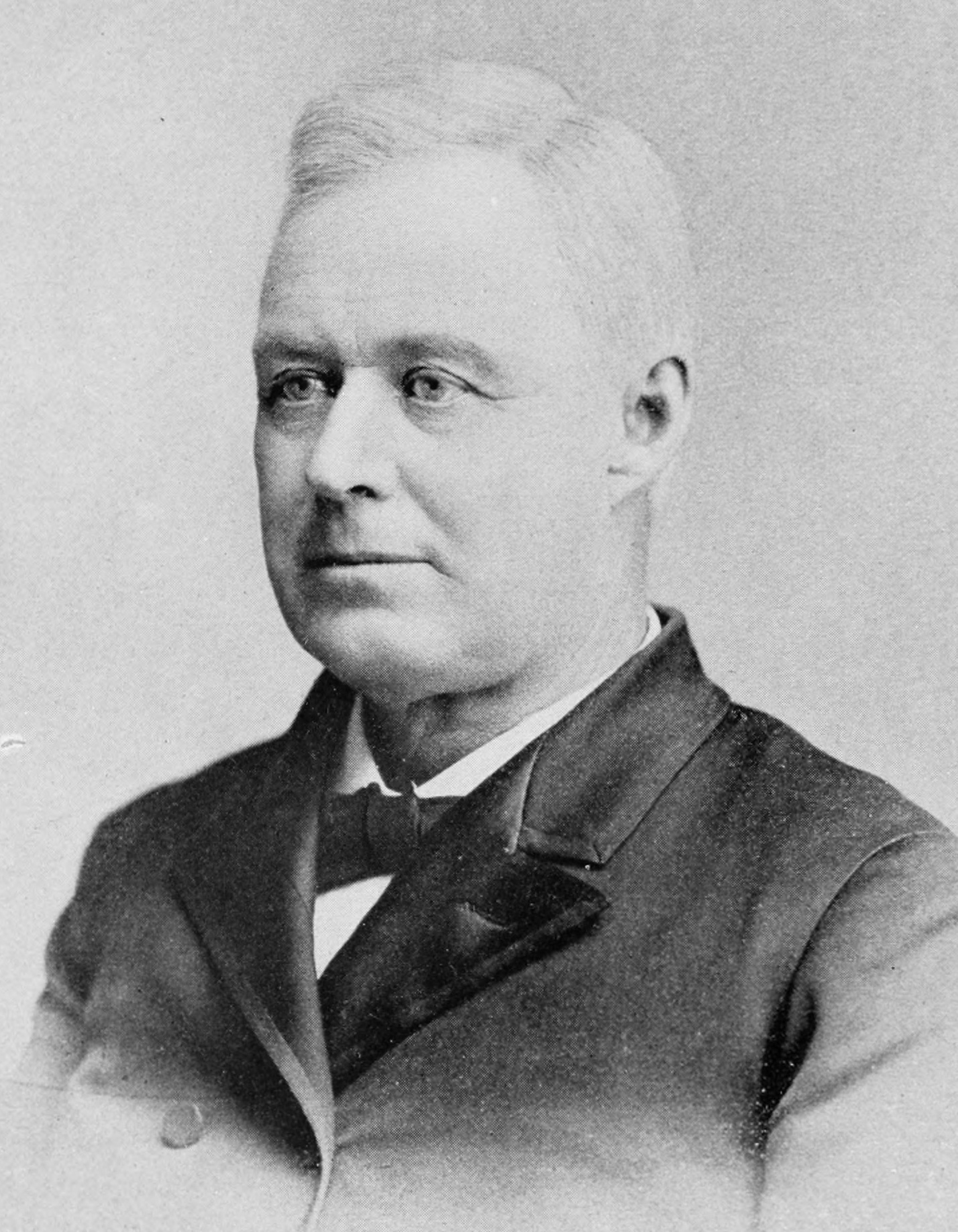
O ex-governador de Iowa, Horace Boies, foi um dos principais concorrentes à indicação democrata para presidente em 1896.

O único defensor do ouro que organizou uma campanha significativa para a indicação democrata foi o Secretário do Tesouro John G. Carlisle [en], mas ele desistiu em abril, afirmando que estava mais preocupado com a plataforma do partido do que com quem a lideraria. Contudo, até junho, as forças pró-ouro, que ainda controlavam o Comitê Nacional Democrata (DNC), acreditavam que o indicado poderia ser favorável ao ouro. O amigo de Cleveland e ex-Diretor-Geral dos Correios, Donald M. Dickinson [en], escreveu ao presidente em junho de 1896, esperando que os delegados reconhecessem o "bom senso" e temessem indicar um radical.
Um dos líderes do movimento pró-prata era o governador de Illinois, Altgeld; nascido na Alemanha, ele estava constitucionalmente impedido de concorrer à presidência por seu nascimento estrangeiro. Ao entrar na convenção, os dois principais candidatos à indicação eram o ex-deputado Bland, autor da Lei Bland-Allison, e o ex-governador de Iowa, Horace Boies [en], com Bland visto como o favorito. Esses foram os únicos a organizar esforços para conquistar votos de delegados, embora ambos enfrentassem escassez de recursos financeiros. Ambos tinham problemas eleitorais: Bland, aos 61 anos, era considerado por alguns como um homem cujo tempo havia passado; Boies, ex-republicano, já havia criticado o bimetalismo. Havia outros candidatos potenciais com menos apoio, incluindo o vice-presidente Adlai Stevenson de Illinois, o senador Joseph C. Blackburn [en] de Kentucky, o senador Teller e Bryan.

### Os defensores do prata assumem o controle
Embora Bryan tivesse decidido uma estratégia para conquistar a indicação — fazer um discurso que o tornasse o candidato lógico aos olhos dos delegados —, ele enfrentou obstáculos. Para começar, ele iniciou a convenção de 1896 sem status oficial: o Comitê Nacional Democrata, que decidia inicialmente quais delegações seriam aceitas, escolheu os nebraskanos pró-ouro para representar o estado. Bryan estava do lado de fora da sala do comitê quando seus rivais foram aceitos por 27 votos a 23; relatos da época dizem que ele ficou "um tanto surpreso" com o resultado. A decisão do DNC poderia ser revertida, mas só após o relatório do comitê de credenciais da convenção. No entanto, Barnes considerou as ações do comitê irrelevantes para o resultado, dado o domínio pró-prata na convenção:
Quem duvida do poder que os partidários do prata estavam prontos para desencadear em um ataque disciplinado e irresistível precisa apenas ler os resultados da eleição do presidente temporário. Os homens do ouro, embora controlassem a máquina do partido, não tinham nem o poder nem a força para desafiar seus oponentes. Só podiam implorar que poupassem o partido da humilhação de tradições quebradas e do derrube do controle estabelecido. Ainda assim, o senador John W. Daniel [en] da Virgínia foi eleito presidente temporário por uma votação esmagadora, e um Comitê de Credenciais foi nomeado, aceitando Bryan e sua delegação contestadora de Nebraska.

Exigimos a cunhagem livre e ilimitada de prata e ouro na proporção legal atual de 16 para 1, sem esperar pela ajuda ou consentimento de qualquer outra nação. Exigimos que o dólar de prata padrão seja moeda de curso legal pleno, igual ao ouro, para todas as dívidas, públicas e privadas, e apoiamos legislações que impeçam no futuro a desmonetização de qualquer tipo de moeda legal por contrato privado.

Trecho da seção monetária da plataforma democrata
A sorte favoreceu Bryan — ele foi considerado para vários papéis na convenção pelos partidários do prata, mas não foi escolhido em nenhum deles. A presidência temporária, por exemplo, teria lhe permitido fazer o discurso de abertura. Contudo, sem assento no início da convenção, Bryan não pôde ser eleito presidente temporário. Ele não viu isso como perda; o foco da convenção estava na plataforma partidária e no debate que precederia sua adoção. A plataforma simbolizaria a rejeição de Cleveland e suas políticas após a longa luta dos insurgentes, e Bryan estava determinado a encerrar o debate sobre ela. Uma vez aceito, ele representou Nebraska no Comitê de Resoluções (geralmente chamado "comitê da plataforma"), que destinou 80 minutos a cada lado no debate e escolheu Bryan como um dos oradores. O senador da Carolina do Sul, Benjamin Tillman [en], seria o outro orador pró-prata e inicialmente queria encerrar o debate. Porém, ele desejava 50 minutos para falar, tempo excessivo para um discurso final, e, a pedido de Bryan, concordou em abrir o debate. Assim, Bryan tornou-se o último orador sobre a plataforma.
Enquanto esperavam os comitês concluírem seu trabalho, os delegados passaram grande parte dos dois primeiros dias ouvindo vários oradores. Desses, apenas o senador Blackburn, um apoiador do prata, gerou alguma reação significativa, ainda assim momentânea. Os delegados pediram oradores mais conhecidos, como Altgeld ou Bryan, mas nenhum foi concedido naquele momento; o governador de Illinois recusou, e o nebraskano, uma vez aceito, passou muito tempo fora do plenário, na reunião do comitê da plataforma no Palmer House [en].
O debate sobre a plataforma começou no início do terceiro dia da convenção, 9 de julho de 1896. A sessão deveria iniciar às 10h, mas, com os delegados atrasados pelo longo trajeto dos hotéis ao Coliseu e pelo cansaço dos dois primeiros dias, os trabalhos só começaram às 10h45. Ainda assim, grandes multidões se reuniram nas entradas públicas; as galerias lotaram rapidamente. Quando a convenção foi aberta, o senador de Arkansas, James K. Jones [en], presidente do Comitê de Resoluções, leu a plataforma proposta, recebendo aplausos de muitos delegados; a leitura do relatório minoritário pró-ouro atraiu menos entusiasmo.

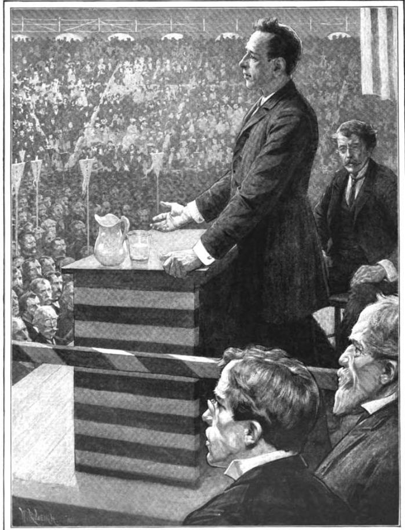
Em uma gravura de 1900, o ex-governador de Massachusetts, William E. Russell, é mostrado precedendo Bryan ao discursar na convenção.

"Pitchfork Ben" Tillman fez jus ao apelido com um discurso inflamado que começou mencionando o papel de seu estado natal no início da Guerra Civil. Embora apoiasse o prata, seu discurso foi tão carregado de seccionalismo [en] que a maioria dos delegados pró-prata permaneceu em silêncio, temendo ser associada a ele. O discurso de Tillman, planejado como o único em apoio ao prata além do de Bryan, foi tão mal recebido que o senador Jones, que não pretendia falar, fez um breve discurso afirmando que o prata era uma questão nacional.
O senador David B. Hill de Nova York, um defensor do ouro, foi o próximo. Enquanto Hill se dirigia ao púlpito, um amigo repórter passou a Bryan um bilhete pedindo um discurso patriótico sem traços de seccionalismo; Bryan respondeu: "Você não ficará desapontado". Hill fez um discurso calmo defendendo a posição do ouro, mas convenceu poucos delegados. Ele foi seguido por outros dois defensores do ouro: o senador William Vilas [en] de Wisconsin e o ex-governador de Massachusetts, William E. Russell [en]. Vilas apresentou uma longa defesa das políticas da administração Cleveland, tão extensa que Russell, temendo que o tempo fosse encurtado, pediu que o tempo dos proponentes do ouro fosse estendido em dez minutos. Bryan concordou, desde que seu próprio tempo também fosse ampliado na mesma medida; isso foi aceito. "E eu precisava disso para o discurso que faria", escreveu Bryan depois. "Foi mais uma inesperada sorte. Nunca tive tal oportunidade antes na vida e nunca espero ter novamente".
Vilas logo perdeu a atenção do público, que não queria ouvir defesas de Cleveland. O discurso de Russell foi inaudível para a maior parte do Coliseu; ele estava doente e morreu pouco mais de uma semana depois. Enquanto os homens do ouro falavam, Bryan comeu um sanduíche para acalmar o estômago; ele frequentemente ficava nervoso antes de grandes discursos. Outro repórter se aproximou e perguntou quem ele achava que ganharia a indicação. "Estritamente confidencial, não para publicação: serei eu".

### Bryan discursa na convenção
Quando Russell terminou, sob fortes aplausos dos delegados pró-ouro, havia um burburinho de expectativa enquanto Bryan subia ao púlpito. Houve vivas altos enquanto ele ficava ali, esperando o público se acalmar. Suas turnês de palestras haviam tornado Bryan um conhecido porta-voz do prata. Até então, ninguém na convenção havia falado eficazmente por essa causa, que era primordial para os delegados. Segundo o cientista político Richard F. Bensel, em seu estudo da convenção democrata de 1896, "Embora os homens do prata soubessem que venceriam essa luta, eles ainda precisavam de alguém que lhes dissesse — e aos homens do ouro — porque deveriam consagrar o prata no cerne da plataforma". Bensel observou: "A bomba estava mais do que preparada, estava pronta para explodir". Bryan diria pouco que não havia dito antes — o texto é semelhante ao de um discurso que ele dera na semana anterior em Crete, Nebraska —, mas ele daria voz à convenção.

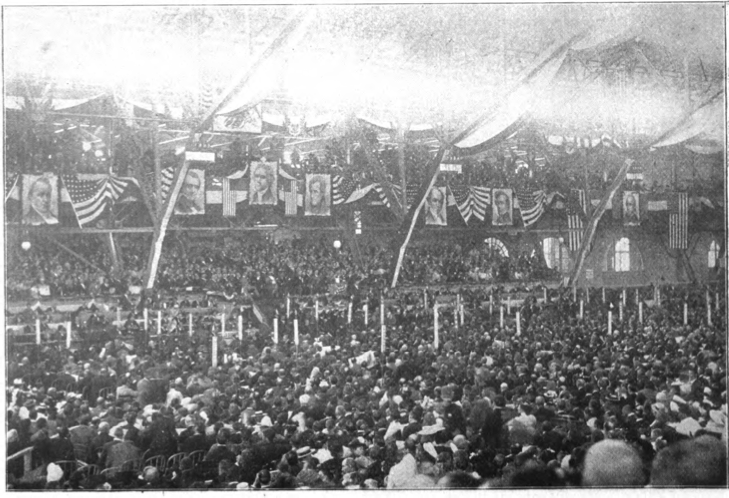
A Convenção Nacional Democrata de 1896

Bryan começou suavemente:
Eu seria presunçoso, de fato, ao me apresentar contra os distintos cavalheiros que vocês ouviram, se isso fosse apenas uma medida de habilidades; mas não é uma disputa entre pessoas. O cidadão mais humilde de toda a terra, quando vestido com a armadura de uma causa justa, é mais forte que todos os exércitos do erro. Venho falar a vocês em defesa de uma causa tão sagrada quanto a da liberdade — a causa da humanidade.
A abertura de Bryan não reivindicou prestígio pessoal para si — mas ainda assim o colocou como porta-voz do prata. Segundo Bensel, a autodepreciação ajudou a desarmar os delegados. Como Bryan não era visto como um grande concorrente à indicação, até delegados comprometidos com outros candidatos podiam aplaudi-lo sem parecer trair suas lealdades. Bryan então recapitulou a história do movimento do prata; o público, que demonstrara ruidosamente aprovação às suas declarações iniciais, silenciou. Durante o discurso, Bryan tinha os delegados na palma da mão; eles aplaudiam no momento certo. O nebraskano depois descreveu o público como um coral treinado. Ao concluir sua recapitulação histórica, ele lembrou aos delegados pró-prata que vieram coroar sua vitória, "não para discutir, não para debater, mas para registrar o julgamento já proferido pelo povo simples deste país".

Bryan prosseguiu com linguagem evocativa da Guerra Civil, dizendo ao público que "neste confronto, irmão foi colocado contra irmão, pai contra filho". A essa altura, falando em tom sincero, sua voz ecoava clara e alta pelo salão. Ele negou, porém, que o confronto fosse pessoal; não guardava rancor contra os apoiadores do padrão-ouro. No entanto, afirmou, voltando-se para os delegados pró-ouro: "quando vocês vêm até nós e dizem que estamos prestes a perturbar seus interesses comerciais, respondemos que vocês perturbaram nossos interesses comerciais com seu curso". Os homens do ouro, durante o discurso, prestaram muita atenção e mostraram apreço pela oratória de Bryan. Bryan então defendeu o direito dos apoiadores do prata de apresentarem seu argumento contra a oposição dos homens do ouro, associados a interesses financeiros, especialmente no Leste. Embora suas declarações respondessem nominalmente a um ponto levantado por Russell, Bryan pensara no argumento na noite anterior e não o usara em discursos anteriores. Ele sempre considerou esse o melhor ponto de seu discurso, superado apenas pelo final em reação do público:
Dizemos a vocês que tornaram a definição de homem de negócios limitada demais em sua aplicação. O homem empregado por salários é tanto um homem de negócios quanto seu empregador; o advogado numa cidade do interior é tanto um homem de negócios quanto o conselheiro corporativo numa grande metrópole; o comerciante na loja da encruzilhada é tanto um homem de negócios quanto o comerciante de Nova York; o fazendeiro que sai pela manhã e trabalha o dia todo, que começa na primavera e labuta todo o verão, e que, com cérebro e músculo aplicados aos recursos naturais do país, cria riqueza, é tanto um homem de negócios quanto o que vai à Bolsa de Comércio e aposta no preço dos grãos; os mineiros que descem mil pés na terra ou escalam dois mil pés nos penhascos, e trazem dos esconderijos os metais preciosos para serem despejados nos canais do comércio, são tanto homens de negócios quanto os poucos magnatas financeiros que, num quarto dos fundos, monopolizam o dinheiro do mundo. Viemos falar dessa classe mais ampla de homens de negócios.
Com esse trecho, Bryan manteve o contraste entre o homem comum e a elite urbana. Ficou claro para os ouvintes, enquanto ele desenvolvia as comparações, que ele se referiria ao fazendeiro, e quando o fez, o salão explodiu em som. Sua comparação simpática contrastou o fazendeiro trabalhador com o homem de negócios urbano, que Bryan retratou como um apostador. As galerias se encheram de branco enquanto os espectadores agitavam lenços, e levou vários minutos até que ele pudesse continuar. A polícia no salão da convenção, não compartilhando o entusiasmo pelo prata, foi descrita pela imprensa (alguns de cujos membros foram contagiados pela euforia) como estando de pé como se temessem que o público se voltasse contra eles. Quando Bryan retomou, sua comparação entre mineiro e avarento novamente eletrizou o público; o tumulto o impediu de prosseguir por vários minutos. Um fazendeiro na galeria estava prestes a sair, relutante em ouvir Bryan, a quem considerava populista; fora convencido a ficar. Com as palavras de Bryan, ele jogou o chapéu ao ar, bateu com o casaco no assento vazio à frente e gritou: "Meu Deus! Meu Deus! Meu Deus!"

Bryan, tendo estabelecido o direito dos apoiadores do prata de fazerem sua petição, explicou por que ela não seria negada:
É por esses que falamos. Não viemos como agressores. Nossa guerra não é de conquista; lutamos em defesa de nossos lares, nossas famílias e nossa posteridade. Pedimos, e nossos pedidos foram desprezados; suplicamos, e nossas súplicas foram ignoradas; imploramos, e zombaram quando nossa calamidade chegou. Não imploramos mais; não suplicamos mais; não pedimos mais. Nós os desafiamos!
Com esse chamado à ação, Bryan abandonou qualquer sugestão de compromisso e adotou as técnicas do orador radical e polarizador, não encontrando terreno comum entre as forças do prata e do ouro. Ele então defendeu o restante da plataforma, embora apenas em termos gerais. Zombou de McKinley, que alguns diziam se assemelhar a Napoleão, notando que ele foi indicado no aniversário da Batalha de Waterloo. O longo trecho enquanto discutia a plataforma e os republicanos acalmou o público, garantindo que ele seria ouvido ao chegar à sua dispositio [en]. Mas Bryan primeiro quis vincular a questão do prata a uma causa maior:
De que lado o Partido Democrata lutará: ao lado dos "detentores ociosos de capital ocioso" ou ao lado das "massas lutadoras"? Essa é a questão que o partido deve responder primeiro, e depois deve ser respondida por cada indivíduo daqui em diante. As simpatias do Partido Democrata, como mostrado pela plataforma, estão com as massas lutadoras, que sempre foram a base do Partido Democrata.
Ele se voltou na direção das delegações estaduais dominadas pelo ouro:
Há duas ideias de governo. Há aqueles que acreditam que, se você legislar apenas para tornar os abastados prósperos, sua prosperidade escorrerá para os de baixo. A ideia democrata, porém, é que, se você legislar para tornar as massas prósperas, sua prosperidade subirá por todas as classes que repousam sobre elas. Vocês vêm até nós e dizem que as grandes cidades favorecem o padrão-ouro; respondemos que as grandes cidades repousam sobre nossas amplas e férteis pradarias. Queimem suas cidades e deixem nossas fazendas, e suas cidades brotarão novamente como por mágica; mas destruam nossas fazendas, e a grama crescerá nas ruas de cada cidade do país.
Essa declaração gerou grandes aplausos, e Bryan passou a demolir retoricamente a posição de compromisso sobre o bimetalismo — que só deveria ser alcançado por acordo internacional:
É a questão de 1776 novamente. Nossos antepassados, quando eram apenas três milhões, tiveram a coragem de declarar sua independência política de todas as outras nações; nós, seus descendentes, agora setenta milhões, declararemos que somos menos independentes que nossos antepassados? Não, meus amigos, esse nunca será o veredicto de nosso povo. Portanto, não nos importa em que linhas a batalha será travada. Se dizem que o bimetalismo é bom, mas que não podemos tê-lo até que outras nações nos ajudem, respondemos que, em vez de ter um padrão-ouro porque a Inglaterra o tem, restauraremos o bimetalismo, e então que a Inglaterra o tenha porque os Estados Unidos o têm. Se ousarem sair a campo aberto e defender o padrão-ouro como algo bom, nós os combateremos até o fim.
Agora, Bryan estava pronto para concluir o discurso e, segundo seu biógrafo, Michael Kazin, entrar "nas manchetes da história americana".
Tendo atrás de nós as massas produtoras desta nação e do mundo, apoiados pelos interesses comerciais, os interesses trabalhistas e os trabalhadores em todos os lugares, responderemos à sua demanda por um padrão-ouro dizendo-lhes: "Vocês não pressionarão sobre a testa do trabalho esta coroa de espinhos; vocês não crucificarão a humanidade numa cruz de ouro".
Ao pronunciar sua frase final, evocando a Crucificação de Jesus, Bryan colocou as mãos nas têmporas, dedos abertos; com as últimas palavras, estendeu os braços para os lados, retos ao corpo, e manteve essa pose por cerca de cinco segundos, como se se oferecesse em sacrifício pela causa, enquanto o público o observava em silêncio absoluto. Ele então os abaixou, desceu do púlpito e começou a voltar ao seu assento enquanto o silêncio persistia.

## Recepção e indicação

### Eventos da convenção
Bryan descreveu mais tarde o silêncio como "realmente doloroso" e por um momento pensou que havia falhado. Ao se dirigir ao seu assento, o Coliseu explodiu em pandemônio. Delegados jogaram chapéus, casacos e lenços ao ar. Outros pegaram os estandartes com os nomes dos estados de cada delegação e os plantaram junto ao de Nebraska. Dois policiais alerta juntaram-se a Bryan ao deixar o púlpito, prevendo o tumulto. Eles foram arrastados pela onda de delegados, que ergueram Bryan aos ombros e o carregaram pelo plenário. O jornal The Washington Post registrou: "o caos irrompeu, o delírio reinou supremo".
Levou cerca de 25 minutos para restaurar a ordem e, segundo Bensel, "em algum lugar na demonstração em massa que convulsionava o salão da convenção, ocorreu a transferência de sentimento do prata como política para Bryan como candidato presidencial". Relatos dos jornais da época deixam pouca dúvida de que, se uma votação tivesse ocorrido naquele momento (como muitos gritavam para fazer), Bryan teria sido indicado. O senador Jones o instou a permitir isso, mas Bryan recusou, afirmando que, se seu ímpeto não durasse até a manhã seguinte, nunca duraria até novembro. Ele logo se retirou da convenção, retornando ao hotel para aguardar o resultado. A convenção aprovou a plataforma na ausência de Bryan e entrou em recesso.
A votação começou na manhã seguinte, 10 de julho, exigindo dois terços dos votos para a indicação. Bryan, que permaneceu em seu hotel, enviou uma mensagem à delegação de Nebraska para não fazer acordos em seu nome. Ele ficou em segundo lugar entre quatorze candidatos na primeira votação, atrás de Bland. Na segunda votação, Bryan manteve o segundo lugar, mas ganhou terreno à medida que outros candidatos perdiam apoio. Na terceira votação, Bland ainda liderava, mas Bryan assumiu a dianteira na quarta. Segundo Jones, era claro que Bland não venceria e que Bryan não poderia ser detido. Na quinta votação, a delegação de Illinois, liderada pelo governador Altgeld, transferiu seus votos de Bland para Bryan. Outras delegações, percebendo que Bryan seria indicado, também mudaram de lado, garantindo a vitória. Ainda assim, ele venceu sem os votos dos delegados pró-ouro, muitos dos quais deixaram a convenção ou se recusaram a votar.

### Reação da imprensa

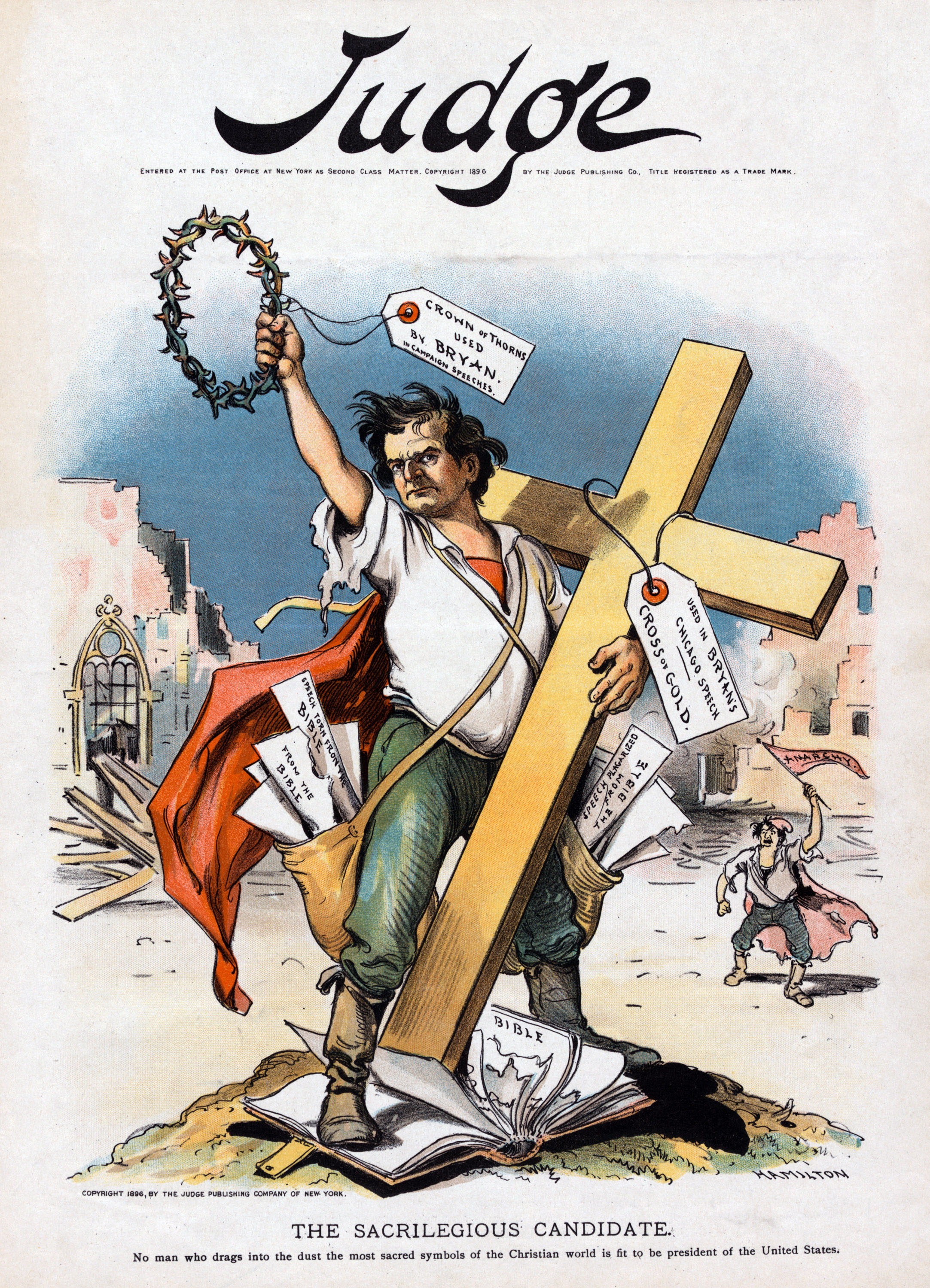
A revista Judge criticou Bryan por sacrilégio em seu discurso. Ele é mostrado com coroa e cruz, mas pisoteando a Bíblia.

A maioria dos relatos da imprensa contemporânea atribuiu a indicação de Bryan à sua eloquência, embora jornais republicanos e outros favoráveis ao ouro a considerassem demagogia. O pró-prata Cleveland Plain Dealer chamou o discurso de Bryan de "um apelo eloquente, emocionante e viril". O Chicago Tribune relatou que Bryan acendeu a faísca "que detonou o rastro de pólvora". O St. Louis Post-Dispatch opinou que, com o discurso, Bryan "quase se imortalizou".
Segundo o New York World, "a loucura tendo ditado a plataforma, era talvez natural que a histeria gerasse o candidato". O The New York Times depreciou Bryan como "o falastrão talentoso de Nebraska". O único jornal a prever, após o discurso, que Bryan não seria indicado foi o The Wall Street Journal, que afirmou: "Bryan teve seu dia". O Akron Journal and Republican, pouco simpático a Bryan, opinou que "provavelmente nunca uma convenção nacional foi tão influenciada por um único discurso quanto a convenção nacional democrata".

### Controvérsia sobre antissemitismo
O biógrafo Paolo E. Coletta escreveu que, após o discurso, um cântico antissemita foi ouvido de alguns delegados: "Abaixo os narigudos Shylocks de Wall Street! Abaixo os besouros dourados matadores de Cristo!" Essa citação, notada por muitos comentaristas posteriores, é rastreada até um perfil do famoso antissemita alemão Hermann Ahlwardt [en] (que endossara Bryan) no The Sun. O autor James Ledbetter [en] aponta circunstâncias que sugerem que a citação pode ser ficção ou paródia, e destaca que o nível de sentimento antissemita no movimento populista é disputado por historiadores. O jornal apoiava McKinley e o padrão-ouro, a história foi publicada anonimamente dois meses após o discurso, e não está claro se o autor esteve presente. A citação foi mencionada de passagem e não apareceu em relatos noticiosos da época da convenção.

## Campanha e desdobramentos
A Pullman Company ofereceu a Bryan um vagão privado para sua viagem de volta; ele recusou, não querendo aceitar favores corporativos. Enquanto viajava de trem para Lincoln, viu fazendeiros e outros ao longo dos trilhos, esperando vislumbrar o novo indicado democrata. Ele recebeu muitas cartas de apoiadores, expressando sua fé nele em termos contundentes. Um eleitor de Indiana escreveu: "Deus enviou você ao nosso povo para salvar os pobres da fome, e sabemos que você nos salvará". Um fazendeiro de Iowa, em uma carta a Bryan, disse: "Você é o primeiro grande homem a quem eu já escrevi".

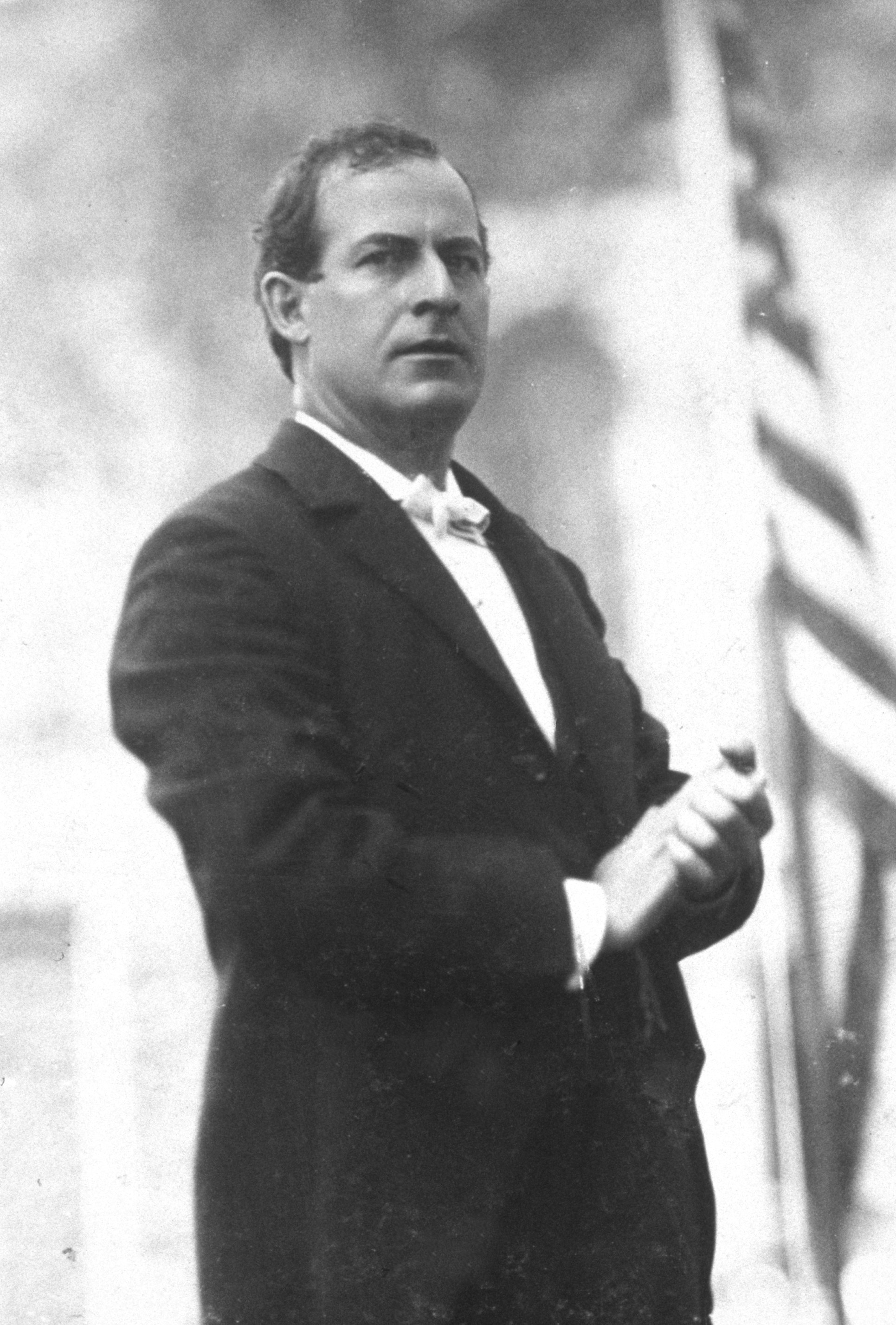
Bryan em campanha no palco, meses após o discurso

Quando McKinley soube que Bryan seria o indicado, chamou o relato de "absurdo" e desligou o telefone. O indicado republicano demorou a perceber a onda de apoio a Bryan após a indicação, afirmando que o sentimento pró-prata desapareceria em um mês. Quando McKinley e seus conselheiros, como o industrial e futuro senador Mark Hanna [en], perceberam que as opiniões eram mais que transitórias, iniciaram uma intensa arrecadação de fundos com corporações e ricos. O dinheiro foi usado para alto-falantes, panfletos e outros meios de transmitir sua campanha de "dinheiro sólido" ao eleitor. Com muito menos recursos que McKinley, Bryan embarcou em uma turnê nacional de campanha por trem em uma escala então sem precedentes. McKinley, por outro lado, optou por uma campanha de varanda [en]. Ambos falaram a centenas de milhares de pessoas de seus locais escolhidos.
A indicação de Bryan dividiu o partido. Os dissidentes indicaram sua própria chapa; a divisão no voto contribuiria para a derrota de Bryan. Ainda assim, ele ganhou o apoio dos populistas e de uma convenção de Republicanos do Prata. Bryan falou sobre o prata durante toda a campanha, raramente abordando outras questões. Ele venceu o Sul e a maior parte do Oeste, mas as vitórias de McKinley no Nordeste e Meio-Oeste, mais populosos, o levaram à presidência. O candidato democrata não conseguiu a maioria do voto trabalhista; McKinley venceu em áreas operárias e em distritos ricos. Embora McKinley o tenha superado por 600 mil votos, Bryan recebeu mais votos que qualquer candidato presidencial anterior.
Após a posse de McKinley em março de 1897, o aumento da disponibilidade de ouro por novas descobertas e métodos de refino aprimorados levou a um considerável aumento na oferta monetária. Mesmo assim, em 1900, o Congresso aprovou a Lei do Padrão-Ouro [en], colocando formalmente os Estados Unidos nesse padrão. Embora Bryan tenha concorrido novamente com uma plataforma pró-prata na eleição presidencial de 1900, a questão não gerou a mesma ressonância com os eleitores. McKinley venceu com mais facilidade que em 1896, avançando no Oeste pró-prata.

## Legado

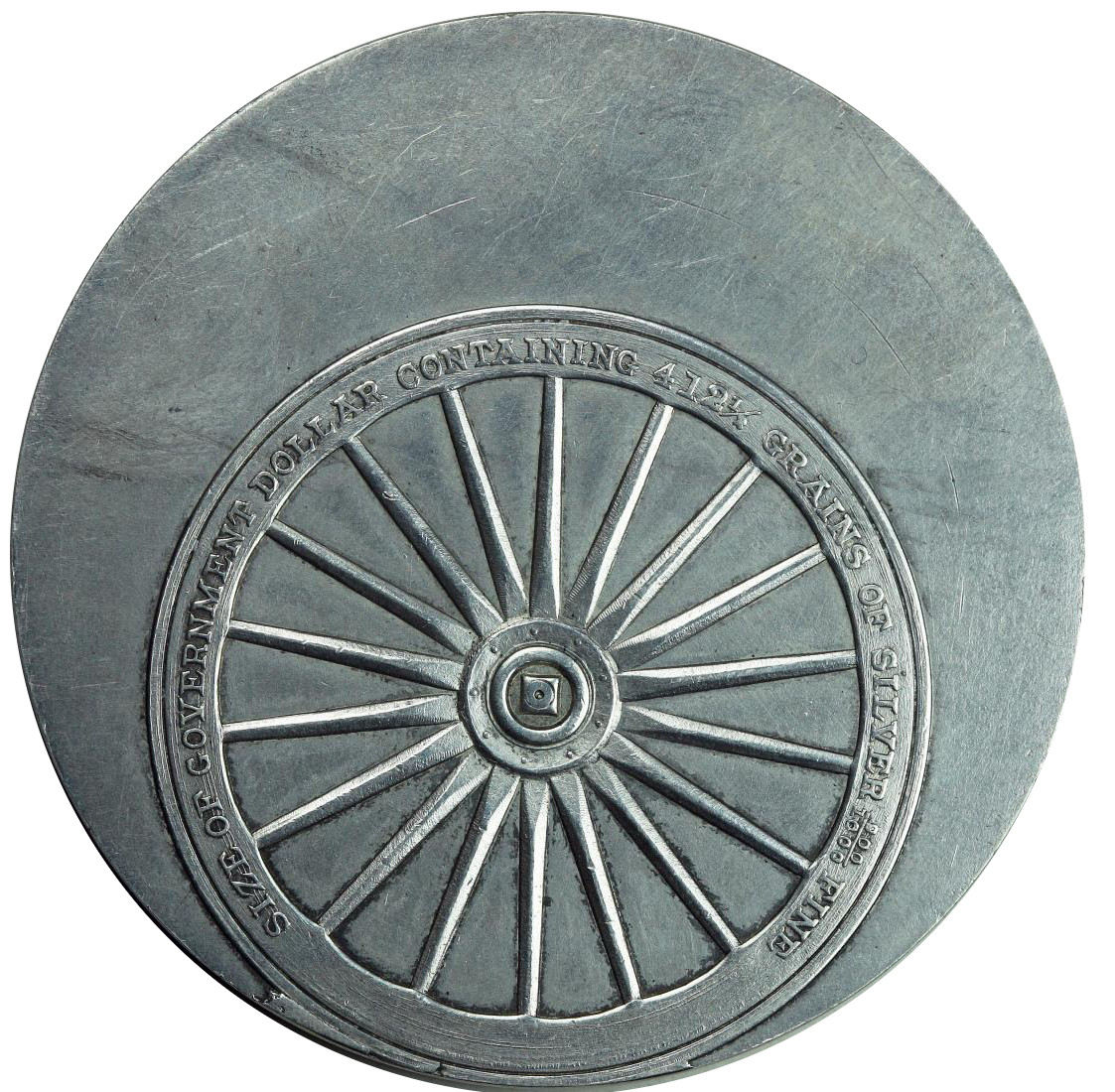
Um "dólar Bryan" emitido por seus oponentes para ilustrar a diferença entre o tamanho de um dólar de prata e a quantidade de lingote que poderia ser comprada com um dólar.

O discurso de Bryan é considerado um dos mais poderosos da história política americana. Stanley Jones, no entanto, sugeriu que mesmo que Bryan nunca o tivesse proferido, ainda teria sido indicado. Jones considerou que os democratas provavelmente indicariam um candidato que atraísse o Partido Populista, e Bryan fora eleito para o Congresso com apoio populista. Segundo o historiador retórico William Harpine, em seu estudo da retórica da campanha de 1896, "o discurso de Bryan lançou uma rede para os verdadeiros crentes, mas apenas para eles". Harpine sugeriu que, "ao apelar de forma tão intransigente aos elementos agrários e ao Oeste, Bryan negligenciou o público nacional que votaria na eleição de novembro". A ênfase de Bryan em questões agrárias, tanto em seu discurso quanto em sua candidatura, pode ter ajudado a consolidar padrões de votação que mantiveram os democratas amplamente fora do poder até os anos 1930.
O escritor Edgar Lee Masters [en] chamou o discurso de "o início de uma América transformada". As palavras de Bryan deram origem a filosofias econômicas e políticas posteriores, incluindo o programa Share Our Wealth [en] de Huey Long nos anos 1930, com sua frase-chave "Todo Homem um Rei", inspirada no discurso de Bryan. O autor e comentarista político William Safire, em seu dicionário político, rastreou o termo "economia do gotejamento" (comum na era Reagan) até a declaração de Bryan de que alguns acreditam que o governo deve legislar para os ricos, permitindo que a prosperidade "escorra" para os de baixo. O historiador R. Hal Williams sugeriu que a filosofia oposta, de legislar para as massas levando à prosperidade para todos, defendida por Bryan em seu discurso, informou as políticas domésticas de presidentes democratas posteriores, incluindo Franklin Roosevelt com seu New Deal.

Bensel relaciona a resposta dos delegados ao discurso de Bryan à incerteza em suas próprias crenças:
Em um sentido muito real, a adoção da plataforma do prata foi semelhante a uma expectativa milenarista de que as "leis da economia" seriam doravante suspensas e que os homens do prata poderiam simplesmente "desejar" que prata e ouro fossem, de fato, negociados nos mercados financeiros na proporção de dezesseis para um. Os homens do prata estavam, assim, em busca de um líder carismático que sustentasse o que eles já desejavam desesperadamente acreditar. Eles fabricaram esse líder na convenção, uma fabricação na qual Bryan estava mais que feliz em ajudar.